# سی و ششمین دوره جوایز تمشک طلایی
سی و ششمین مراسم جایزه تمشک طلایی که توسط بنیاد تمشک طلایی برگزار می‌شود، به بررسی بدترین فیلم‌ها در سال ۲۰۱۵ پرداخت. ده مقوله جایزه تمشک طلایی در طول مراسم معرفی شد. نامزدها در ۱۳ژانویه ۲۰۱۶ اعلام شدند. مراسم در ۲۷فوریه ۲۰۱۶، ساعت ۸شب در تئاتر پالاس در لس آنجلس آغاز شد.

## مراسم
پنجاه طیف تاریک تر بیشترین جایزه را برد؛ شامل بدترین تصویر، بدترین کارگردانی و سه جایزه دیگر. چهار شگفت انگیز نیز جوایز بدترین تصویر، بدترین ترکیب نمایشی و بدترین فیلم نامه را برد. ادی ردمین برای فیلم صعود ژوپیتر، در بخش بدترین بازیگر مرد مکمل و کیلی کوئوکو برای آلوین و سنجاب ها: جاده تراشه و سخنران عروسی دربخش بدترین بازیگر زن مکمل انتخاب شدند. جایزه ناجی رزی که به برنده‌ها و نامزدهای سابق رزی بابت کیفیت درکار داده می‌شود، به سیلوستر استالونه برای اعتقادنامه رسید. او تابحال ۷جایزه رزی دریافت کرده‌است. برنده‌ها با متن‌های تقلیدی مسخره آمیز معرفی می شدند. هیچ یک از برندگان یا نامزدها به مراسم نیامدند. طبق سنت، اعلام نامزدها و برگزاری مراسم یک روز قبل از مراسم هشتاد و هشتمین دوره جوایز اسکار انجام شد. برنده جایزه ناجی رزی با رای‌گیری عمومی در راتن تومیتوز انتخاب شد، درحالیکه ۹۴۳ عضو از بنیاد تمشک طلایی برای سایز مقوله‌ها تصمیم‌گیری کردند. عضویت در این بنیاد با دادن شهریه، برای عموم آزاد است.

## برندگان و نامزدها

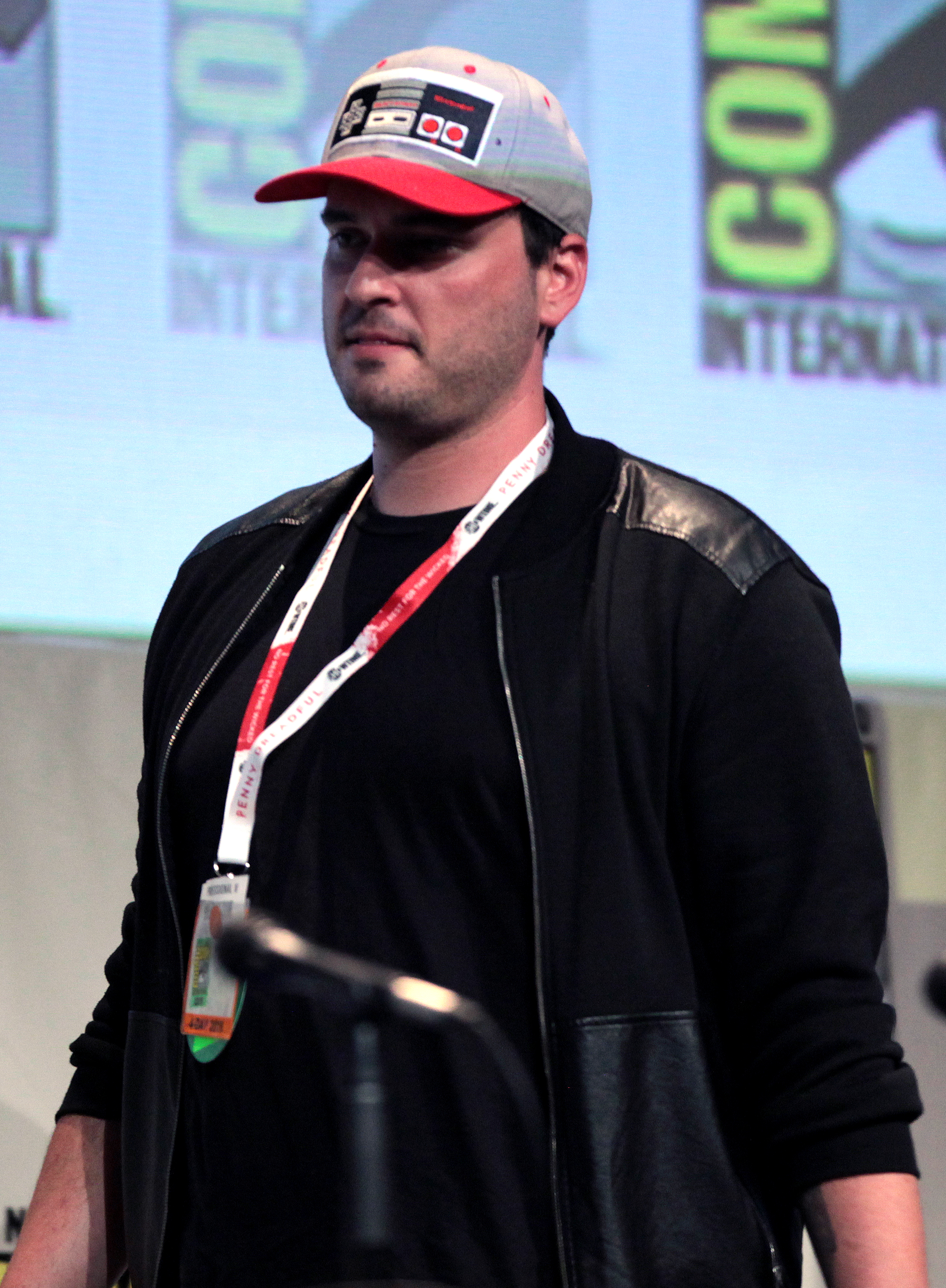
جاش ترانک، Worst Director winner

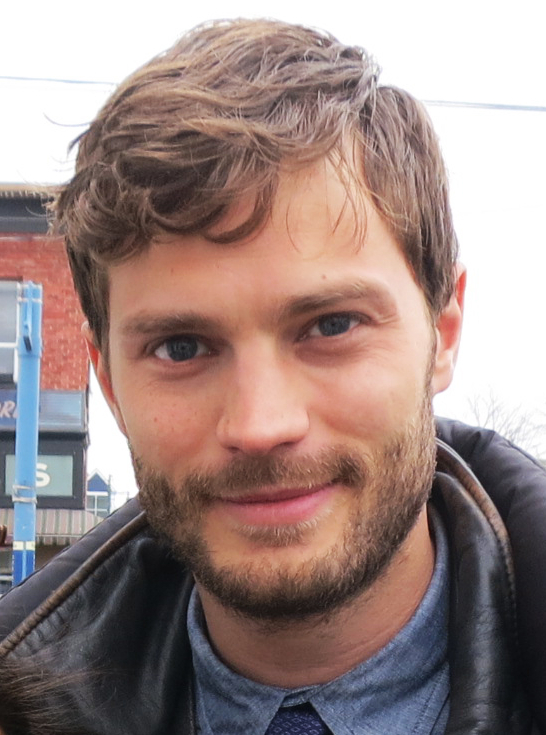
جیمی درنان، برنده بدترین بازیگر مرد و بدترین ترکیب نمایشی

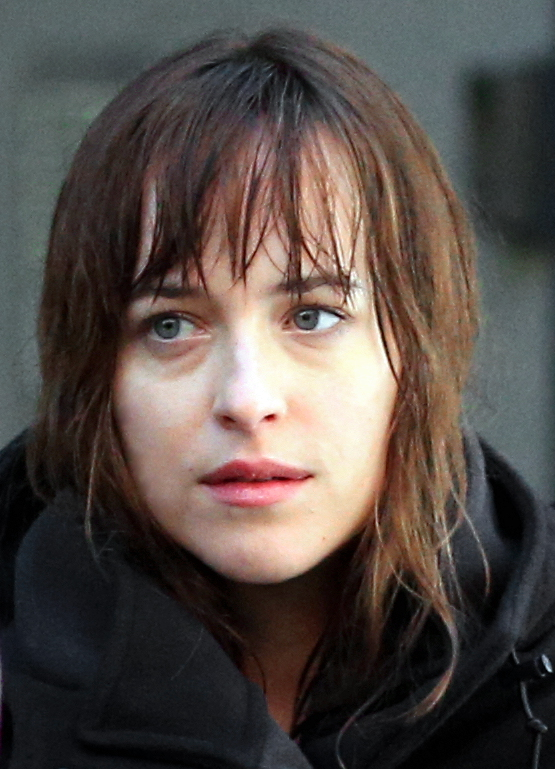
داکوتا جانسون، برنده بدترین بازیگر زن و بدترین ترکیب نمایشی

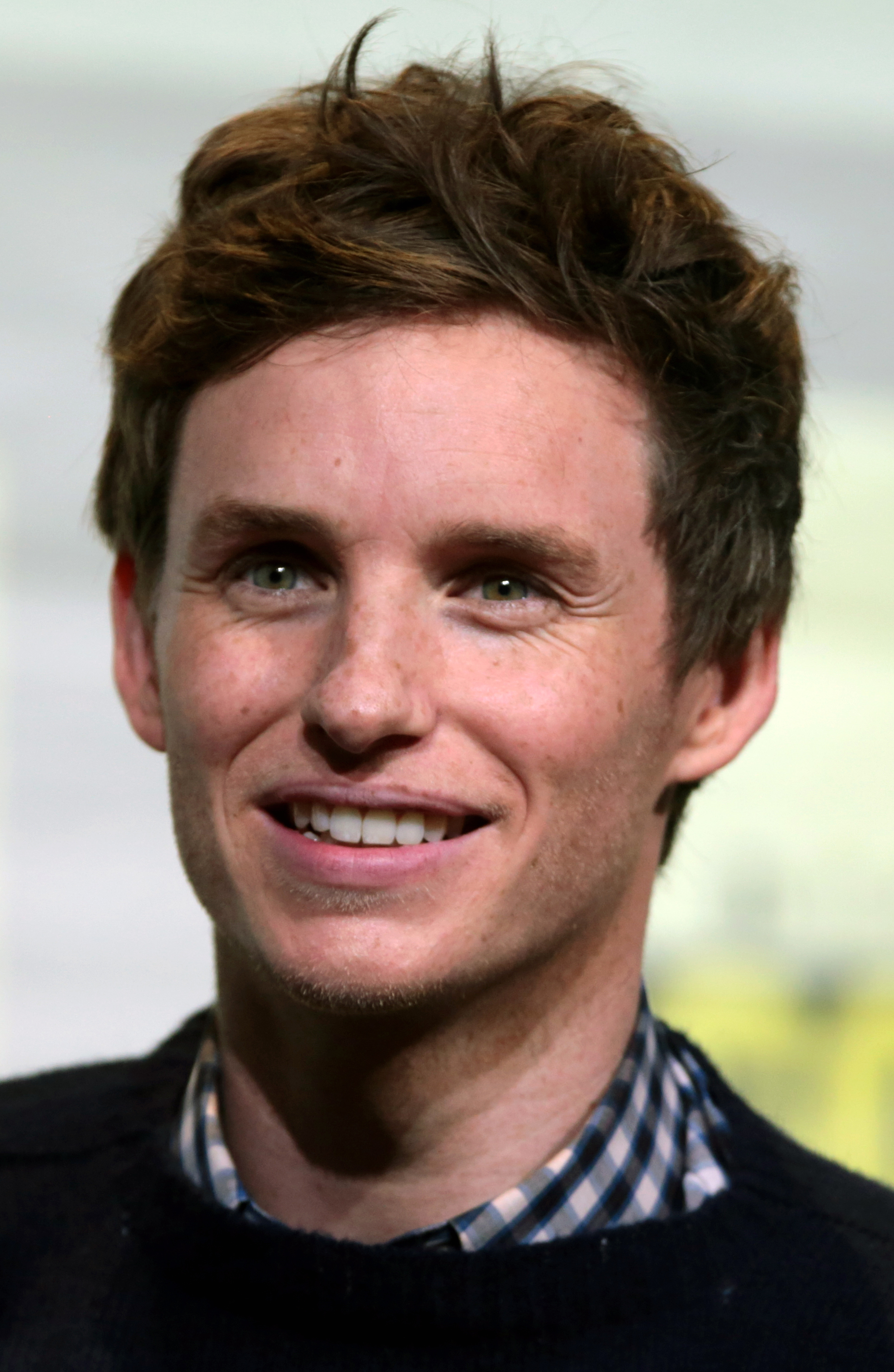
ادی ردمین، برنده بدترین بازیگر مرد نقش مکمل

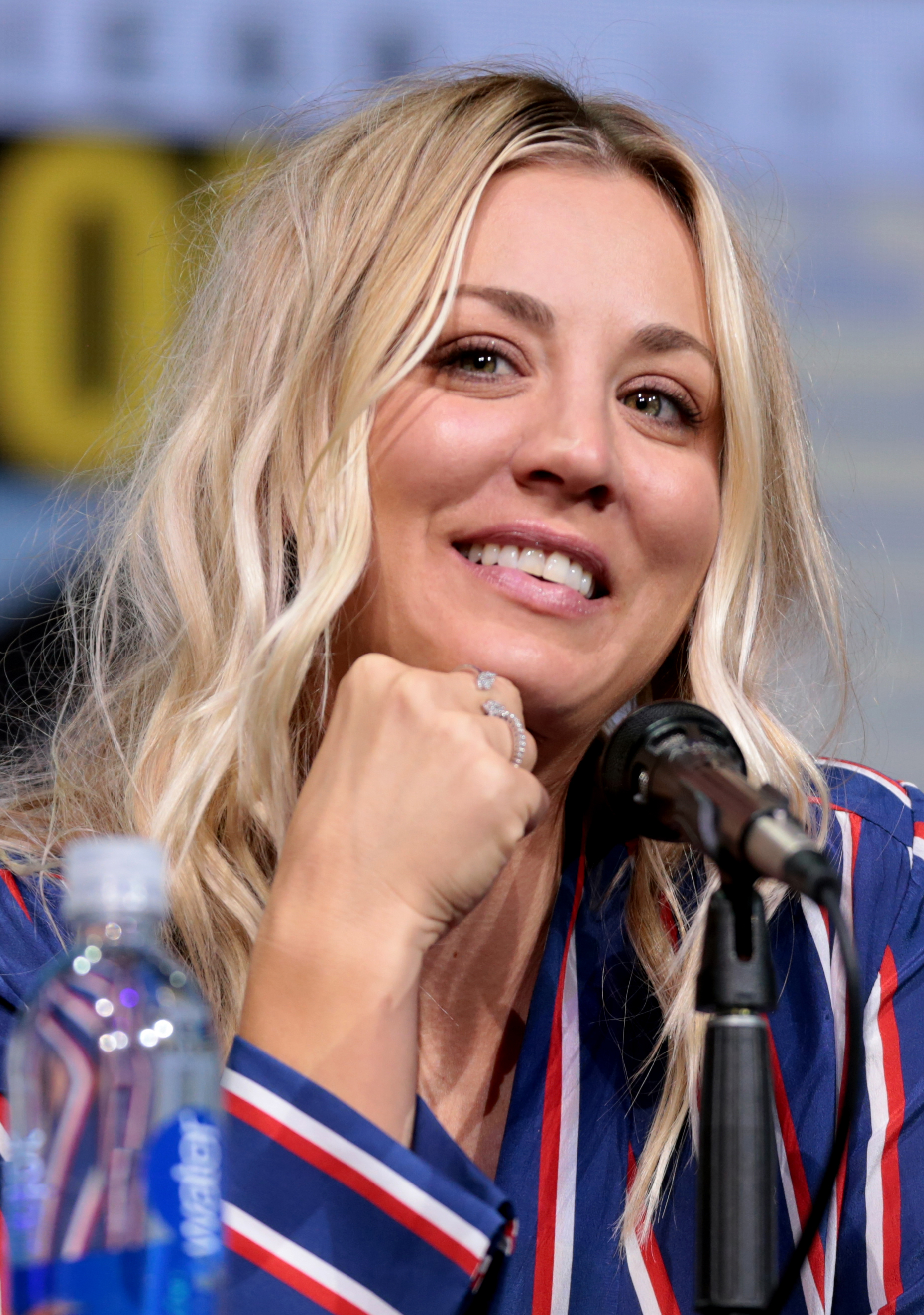
کیلی کوئوکو، برنده بدترین بازیگر زن نقش مکمل

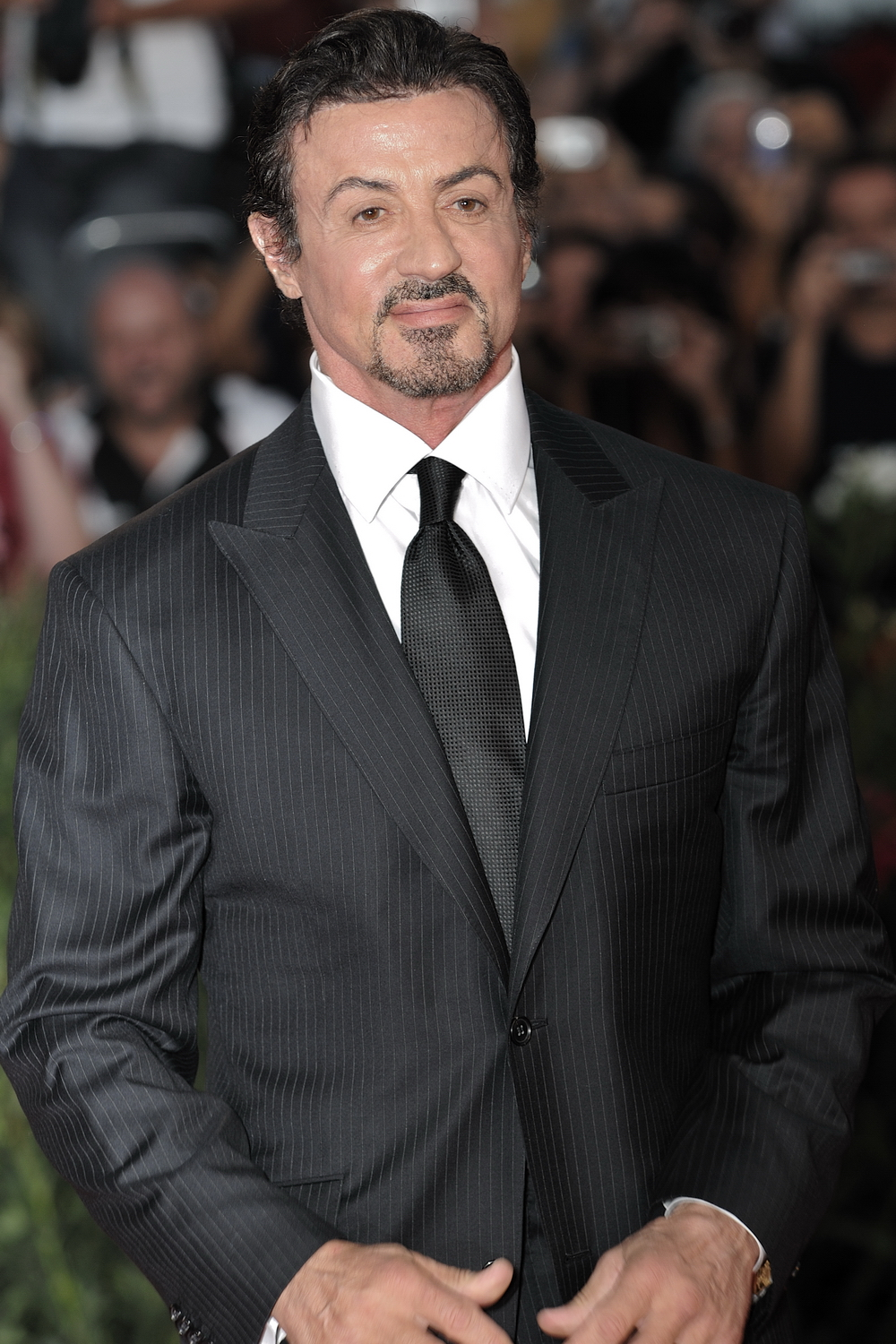
سیلوستر استالونه، برنده جایزه ناجی رزی

| جایزه تمشک طلایی بدترین فیلم - چهار شگفت‌انگیز (استودیو قرن بیستم) – سیمون کینبرگ، متیو وان، Hutch Parker, Robert Kulzer, گرگوری گودمن - پنجاه طیف گری (یونیورسال پیکچرز/فوکس فیچرز) – مایکل دلوکا، دینا برونتی، ای.ال. جیمز - صعود ژوپیتر (برادران وارنر) – گرنت هیل، واچوفسکی‌ها - پل بلارت: پلیس بازار ۲ (کلمبیا پیکچرز) – Todd Garner, کوین جیمز، آدام سندلر - پیکسل‌ها (Columbia) – آدام سندلر، کریس کلمبوس, Mark Radcliffe, آلن کاورت | Worst Director - جاش ترانک – چهار شگفت‌انگیز - اندی فیکمن – پل بلارت: پلیس بازار ۲ - توم سیکس – هزارپای انسانی ۳ - سم تیلور-جانسون – پنجاه طیف گری - واچوفسکی‌ها – صعود ژوپیتر |
| جایزه تمشک طلایی بدترین بازیگر مرد - جیمی درنان – پنجاه طیف گری as Christian Grey - جانی دپ – موردکای as Charlie Mortdecai - کوین جیمز – پل بلارت: پلیس بازار ۲ as Paul Blart - آدام سندلر – پینه‌دوز and پیکسل‌ها as Max Simkin and Sam Brenner - چنینگ تیتوم – صعود ژوپیتر as Caine Wise | جایزه تمشک طلایی بدترین بازیگر زن - داکوتا جانسون – پنجاه طیف گری as Anastasia Steele - کاترین هایگل – خانه شیرین جهنمی as Mona Champagne - میلا کونیس – صعود ژوپیتر as Jupiter Jones - جنیفر لوپز – پسر همسایه as Claire Peterson - گوئینت پالترو – موردکای as Johanna Mortdecai |
| جایزه تمشک طلایی بدترین بازیگر مکمل مرد - ادی ردمین – صعود ژوپیتر as Balem Abrasax - چوی چیس – جکوزی ماشین زمان ۲ and تعطیلات as Hot Tub Repairman and Clark Griswold - جاش گد – پیکسل‌ها and سخنران عروسی as Ludlow Lamonsoff and Doug Harris - کوین جیمز – پیکسل‌ها as President William Cooper - جیسون لی – آلوین و سمورچه‌ها: جاده چیپ as David "Dave" Seville                                                                          | جایزه تمشک طلایی بدترین بازیگر مکمل زن - کیلی کوئوکو – آلوین و سمورچه‌ها: جاده چیپ (voice only) and سخنران عروسی as Eleanor and Gretchen Palmer - رونی مارا – پن as Tiger Lily - میشل موناهن – پیکسل‌ها as Lieutenant Colonel Violet van Patten - جولیان مور – هفتمین پسر as Mother Malkin - آماندا سایفرد – عاشق کوپرها باش and پن as Ruby and Mary |
| Worst Screen Combo - جیمی درنان and داکوتا جانسون – پنجاه طیف گری - چهار شگفت‌انگیز (مایلز تلر، مایکل بی.جردن، کیت مارا، and جیمی بل) – چهار شگفت‌انگیز - جانی دپ and his glued-on moustache – موردکای - کوین جیمز and either his سگ‌وی پی‌تی or his glued-on moustache – پل بلارت: پلیس بازار ۲ - آدام سندلر and any pair of shoes – پینه‌دوز                                                                                                | Worst Prequel, Remake, Rip-off or Sequel - چهار شگفت‌انگیز (20th Century Fox) – سیمون کینبرگ، متیو وان، Hutch Parker, Robert Kulzer, گرگوری گودمن - آلوین و سمورچه‌ها: جاده چیپ (استودیو قرن بیستم) – Janice Karman, راس باغداساریان جونیور - جکوزی ماشین زمان ۲ (پارامونت پیکچرز/مترو گلدوین مایر) – Andrew Panay - هزارپای انسانی ۳ (آی‌اف‌سی فیلمز) – توم سیکس، Ilona Six - پل بلارت: پلیس بازار ۲ (کلمبیا پیکچرز) – Todd Garner, کوین جیمز، آدام سندلر |
| Worst Screenplay - پنجاه طیف گری – Kelly Marcel, from the پنجاه طیف گری by ای.ال. جیمز - چهار شگفت‌انگیز – Jeremy Slater, سیمون کینبرگ and جاش ترانک from the مارول کامیکس چهار شگفت‌انگیز by استن لی and جک کربی - صعود ژوپیتر – واچوفسکی‌ها - پل بلارت: پلیس بازار ۲ – نیک باکای and کوین جیمز - پیکسل‌ها – تیم هرلیهی and Timothy Dowling, story: Tim Herlihy, from the short film by Patrick Jean                                        | The Razzie Redeemer Award - سیلوستر استالونه – From all-time Razzie champ to 2015 award contender for کرید - الیزابت بنکس – From Razzie “winning” director for فیلم ۴۳ to directing the 2015 hit film آوازخوان حرفه‌ای ۲ - ام. نایت شیامالان – From Perennial Razzie nominee and “winner” to directing the 2015 horror hit ملاقات - ویل اسمیت – For following up Razzie “wins” for پس از زمین to starring in ضربه مغزی                                  |
| The Barry L. Bumstead Award - United Passions (Screen Media Films) | |

## Films with multiple nominations
The following twelve films received multiple nominations:
| Nominations | Film                       |
| ----------- | -------------------------- |
| ۶           | پنجاه طیف گری              |
| ۶           | صعود ژوپیتر                |
| ۶           | پل بلارت: پلیس بازار ۲     |
| ۶           | پیکسل‌ها                    |
| ۵           | چهار شگفت‌انگیز             |
| ۳           | آلوین و سمورچه‌ها: جاده چیپ |
| ۳           | موردکای                    |
| ۲           | پینه‌دوز                    |
| ۲           | جکوزی ماشین زمان ۲         |
| ۲           | هزارپای انسانی ۳           |
| ۲           | پن                         |
| ۲           | سخنران عروسی               |

## Films with multiple wins
The following two films received multiple awards:
| Wins | Film           |
| ---- | -------------- |
| ۵    | پنجاه طیف گری  |
| ۳    | چهار شگفت‌انگیز |

## Box office performance of nominated films
| Film                       | Budget       | Box office   | Net          | راتن تومیتوز  | متاکریتیک | Refs.            |
| -------------------------- | ------------ | ------------ | ------------ | ------------- | --------- | ---------------- |
| پنجاه طیف گری              | $۴۰٬۰۰۰٬۰۰۰  | $۵۷۱٬۰۰۶٬۱۲۸ | $۵۳۱٬۰۰۶٬۱۲۸ | 25% (4.1/10)  | 46/100    | [ ۱۰ ]           |
| پیکسل‌ها                    | $۸۸٬۰۰۰٬۰۰۰  | $۲۴۴٬۸۷۴٬۸۰۹ | $۱۵۶٬۸۷۴٬۸۰۹ | 17% (3.9/10)  | 27/100    | [ ۱۳ ]           |
| آلوین و سمورچه‌ها: جاده چیپ | $90,000,000  | $۲۳۴٬۷۹۸٬۶۳۶ | $۱۴۴٬۷۹۸٬۶۳۶ | 15% (3.42/10) | 33/100    | [ ۱۷ ]           |
| پل بلارت: پلیس بازار ۲     | $۳۰٬۰۰۰٬۰۰۰  | $۱۰۷٬۵۸۸٬۲۲۵ | $۷۷٬۵۸۸٬۲۲۵  | 5% (2.6/10)   | 13/100    | [ ۲۰ ]           |
| تعطیلات                    | $۳۱٬۰۰۰٬۰۰۰  | $۱۰۴٬۸۸۴٬۱۸۸ | $۷۳٬۸۸۴٬۱۸۸  | 27% (4.1/10)  | 34/100    | [ ۲۳ ]           |
| سخنران عروسی               | $۲۳٬۰۰۰٬۰۰۰  | $۷۹٬۷۹۹٬۸۸۰  | $۵۶٬۷۹۹٬۸۸۰  | 28% (4.4/10)  | 35/100    | [ ۲۶ ]           |
| پسر همسایه                 | $۴٬۰۰۰٬۰۰۰   | $۵۲٬۴۲۵٬۸۵۵  | $۴۸٬۴۲۵٬۸۵۵  | 10% (3.3/10)  | 30/100    | [ ۲۹ ]           |
| چهار شگفت‌انگیز             | $۱۲۰٬۰۰۰٬۰۰۰ | $۱۶۷٬۹۷۷٬۵۹۶ | $۴۷٬۹۷۷٬۵۹۶  | 9% (3.4/10)   | 27/100    | [ ۳۲ ]           |
| عاشق کوپرها باش            | $۱۷٬۰۰۰٬۰۰۰  | $۴۲٬۴۲۶٬۹۱۲  | $۲۵٬۲۴۶٬۹۱۲  | 19% (3.9/10)  | 31/100    | [ ۳۵ ]           |
| هفتمین پسر                 | $۹۵٬۰۰۰٬۰۰۰  | $۱۱۴٬۱۷۸٬۶۱۳ | $۱۹٬۱۷۸٬۶۱۳  | 13% (3.8/10)  | 30/100    | [ ۳۸ ]           |
| صعود ژوپیتر                | $۱۷۶٬۰۰۰٬۰۰۰ | $۱۸۳٬۹۸۷٬۷۲۳ | $۷٬۹۸۷٬۷۲۳   | 26% (4.3/10)  | 40/100    | [ ۴۱ ]           |
| جکوزی ماشین زمان ۲         | $۱۴٬۰۰۰٬۰۰۰  | $۱۳٬۰۸۱٬۶۵۱  | −$۹۱۸٬۳۴۹    | 13% (3.8/10)  | 29/100    | [ ۴۴ ]           |
| پینه‌دوز                    | $۱۰٬۰۰۰٬۰۰۰  | $۸۵۲٬۴۶۴     | −$۹٬۱۴۷٬۵۳۶  | 10% (3.1/10)  | 23/100    | [ نیازمند منبع ] |
| موردکای                    | $۶۰٬۰۰۰٬۰۰۰  | $۴۷٬۲۷۵٬۶۹۵  | −$۱۳٬۲۷۵٬۶۹۵ | 13% (3.4/10)  | 27/100    | [ ۴۹ ]           |
| پن                         | $۱۵۰٬۰۰۰٬۰۰۰ | $۱۲۸٬۳۸۸٬۳۲۰ | −$۲۱٬۳۸۸٬۳۲۰ | 27% (4.6/10)  | 36/100    | [ ۵۲ ]           |
| خانه شیرین جهنمی           | —            | —            | —            | 5% (3.2/10)   | 22/100    | [ ۵۵ ]           |
| هزارپای انسانی ۳           | —            | $۱۶٬۱۸۴      | —            | 19% (2.2/10)  | 5/100     | [ ۵۸ ]           |